# Alelí Morales Martínez
Alelí Morales Martínez (31 de agosto de 1977) es una botánica, y palinóloga cubana. Ha realizado expediciones botánicas por la isla.
Desarrolla actividades académicas en el Jardín Botánico Nacional de Cuba, en La Habana. Realiza estudios taxonómicos en las colecciones de orquídeas y aráceas. Es profesora de la asignatura Las orquídeas en Cuba a alumnos de la Facultad de Biología de la Universidad de La Habana. Publica los estudios taxonómicos sobre las orquídeas cubanas en la Flora de la República de Cuba; es curadora de la colección orquídeas del Jardín Botánico Nacional.

## Algunas publicaciones

### Capítulos de libros
- alelí Morales Martínez. 2016. Orchidaceae. Pp. 255-276 en: Greuter, W. & Rankin Rodríguez, R., Espermatófitos de Cuba. Inventario preliminar. Parte II: Inventario. The Spermatophyta of Cuba. A preliminary checklist. Part II: Checklist. http://dx.doi.org/10.3372/cubalist.2016.2

- ---------------------------------, 2008. Aportes a la anatomía foliar de Artocarpus communis, A. heterophyllus y Brosimum alicastrum (Moraceae) Rev. del Jardín Botánico Nacional 29: 197-199.

## Honores

### Membresías[5]
- Sociedad Cubana de Botánica

- Red Cubana de Orquideología
- La abreviatura «Mor.Mart.» se emplea para indicar a Alelí Morales Martínez como autoridad en la descripción y clasificación científica de los vegetales.[6]